# Korinos
Korinos (gr. Κορινός) – miejscowość w Grecji, w administracji zdecentralizowanej Macedonia-Tracja, w regionie Macedonia Środkowa, w jednostce regionalnej Pieria, w gminie Katerini. W 2011 roku liczyła 3 487 mieszkańców. Jest położona między Masywem Olimpu a Morzem Egejskim. Oddalona jest ok. 5 km na północny wschód od Katerini (Κατερίνη).
Od 30 marca 2008 roku Korinos jest miastem partnerskim polskich Polic.
W miejscowości jest przystanek kolejowy Korinos.